# Calenzana
Calenzana (en corso, Calinzana) es una comuna y población de Francia, en la región de Córcega, departamento de Alta Córcega. Es la cabecera y mayor población del cantón de su nombre.
Su población en el censo de 1999 era de 1.722 habitantes.
Se encuentra en la carretera D151, junto al río Bartasca.

## Demografía

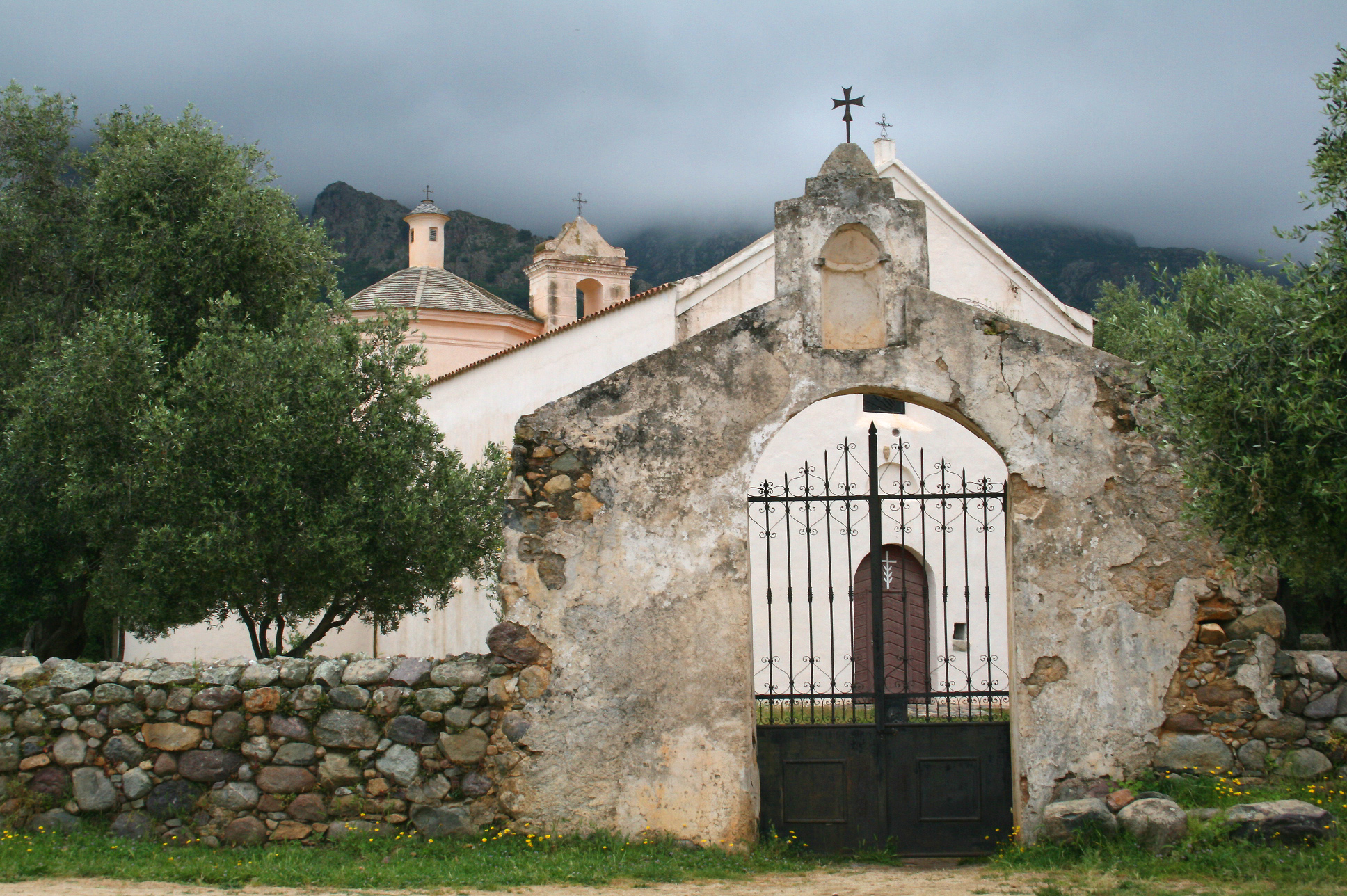
San Restituta (XIV centuria)

| 1050 | 1061 | 1478 | 1623 | 1535 | 1722 |
| Para los censos de 1962 a 1999 la población legal corresponde a la población sin duplicidades (Fuente: INSEE [Consultar]) |      |      |      |      |      |